# ابواسحاق نوبختی
ابواسحاق ابراهیم نوبختی از علمای امامیه است. اثر وی در علم کلام با نام الیاقوت توسط ابن ابی الحدید معتزلی و علامه حلی به شرح پرداخته شده‌است.